# Facteur de Mafate

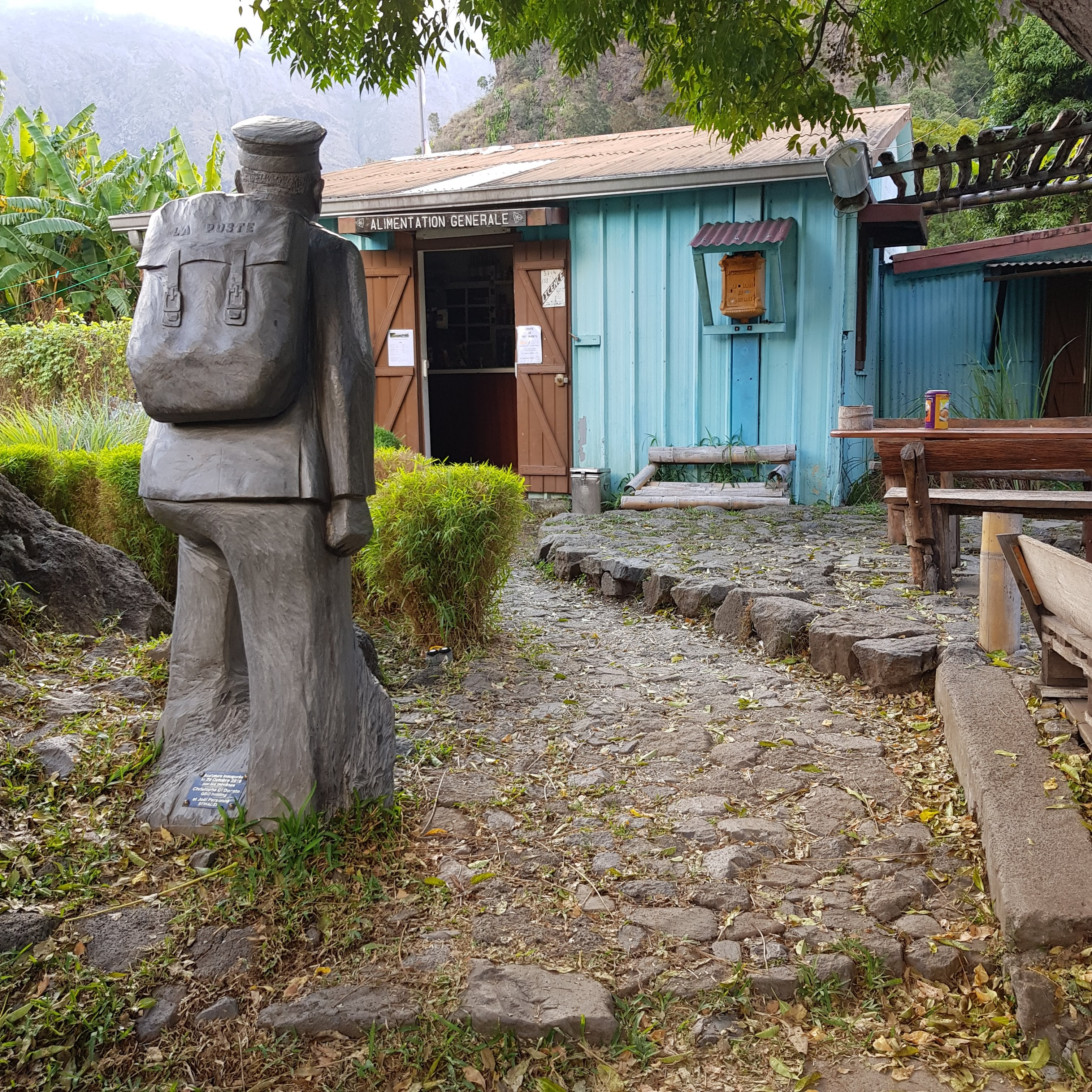
Statue représentant un facteur de Mafate pendant sa tournée à Grand Place.

Le facteur de Mafate est un fonctionnaire français qui assure la distribution du courrier à Mafate, sur l'île de La Réunion. Ce cirque naturel du massif du Piton des Neiges n'étant pas accessible par la route, le facteur de La Poste qui s'en charge doit le parcourir à pied pendant plusieurs jours pour compléter sa tournée entre les différents îlets, des localités habitées généralement perchées sur de petits plateaux séparés les uns des autres par de profondes ravines. Parce que l'exercice de cette occupation nécessite une très bonne condition physique et qu'elle implique la traversée de paysages exceptionnels, le ou les titulaires du poste sont souvent médiatisés et finissent parfois par développer une petite notoriété, à la manière autrefois d'Angelo Thiburce.